# コミュニティ・ミーティング
コミュニティ・ミーティング（community meeting、またはコミュニティミーティング、CM）とは、住民の生活実感やニーズ、地域の健康課題を明らかにし、行政と住民がパートナーシップを築きながら計画を合意形成し、施策化していくプロセスである。

## 解説
日本看護協会の先駆的保健活動交流推進事業では手法として「コミュニティ・ミーティング」が紹介されているが、タウンミーティングとほぼ同義である。
コミュニティ・ミーティングは行政と住民を対象として使われるだけでなく、1つの任意のコミュニティの中で、計画を合意形成し施策化していくプロセスの意味として使われることがある。また、住民や特定の集団における単なる意見交換の場として定義されることもある。